# Il trionfo della volontà
Il trionfo della volontà (Triumph des Willens) è un film di propaganda nazionalsocialista del 1935, diretto da Leni Riefenstahl. Il film documenta il Raduno di Norimberga del Partito Nazionalsocialista Tedesco dei Lavoratori svoltosi dal 4 al 10 settembre 1934.
Il film contiene estratti dei vari discorsi tenuti al raduno dai diversi leader politici del Partito nazista, principalmente brani di Adolf Hitler, intervallati da riprese dei membri del partito. Hitler stesso commissionò il film e il suo nome compare nei titoli di testa.
Il tema principale del film è il ritorno della Germania al ruolo di grande potenza, con Hitler indiscusso leader tedesco portato in gloria dalla nazione. L'opera fu subito additata come uno dei migliori esempi di propaganda nella storia del cinema. Le tecniche usate dalla Riefenstahl - come le macchine da presa mobili, l'utilizzo della fotografia aerea e di teleobiettivi per provocare distorsioni della prospettiva, e l'innovativo uso della musica e della fotografia - valsero al film il riconoscimento di opera fra le più importanti dell'arte cinematografica.
La Riefenstahl vinse diversi premi, non solo in Germania ma anche negli Stati Uniti, in Francia, in Svezia e altri paesi. Il film raggiunse una notevole popolarità nel Terzo Reich e anche altrove, e continuò a influenzare il cinema, i documentari, e le produzioni pubblicitarie.

## Trama
Dopo un minuto di schermo nero e musica wagneriana in sottofondo, le didascalie informano:

### Le quattro giornate del raduno

#### Primo giorno
Sullo schermo compaiono immaginarie montagne di nuvole che avvolgono la città di Norimberga, dove sventolano le bandiere naziste del raduno, con l'intenzione di dare un quadro d'insieme bello e maestoso. L'ombra dell'aereo di Hitler è visibile quando passa sopra le minuscole figure in marcia, accompagnato dalla musica di Richard Wagner I maestri cantori di Norimberga, la quale lentamente si trasforma in Horst-Wessel-Lied. All'arrivo in aeroporto a Norimberga, Hitler esce dall'aereo accolto da scroscianti applausi e acclamazioni di massa.
La scena passa all'automobile Mercedes su cui Hitler è seduto per essere portato nel centro della città; un raggio di sole riflette sulla mano di Hitler durante il saluto; lungo il tragitto, bambini e donne lanciano fiori e sorrisi; il popolo, entusiasta, lo acclama. Davanti al suo hotel, alla cui entrata è fissata l'aquila nazista, viene tenuto un raduno notturno: le immagini di elmetti, bandiere e uniformi sono illuminate dalla luce delle torce. Hitler osserva la cerimonia dal balcone dell'hotel.

#### Secondo giorno
L'alba arriva sui tetti di Norimberga, sono in atto i preparativi del congresso del partito del Reich, sottofondo Alba di Wagner.
Numerose finestre si aprono facendo intravedere la bandiera nazista che sventola; sulla città vecchia domina la chiesa: le campane suonano come una marcia funebre. Gli uomini escono dalle tende e si preparano; passanti in costumi tradizionali girano per le vie, sottofondo una musica folcloristica bavarese. Hitler si aggira in auto. Arrivano in marcia gli ufficiali nazisti all'arena Lutpold.

Vengono tagliate le scene d'inaugurazione subito dopo l'annuncio di Rudolf Hess dell'inizio del sesto congresso. La telecamera spazia sul viso di molti appartenenti alla gerarchia nazista (come il generale von Blomberg e l'ammiraglio Raeder) e su alcuni brani dei discorsi d'apertura (Joseph Goebbels, Alfred Rosenberg, Hans Frank, Fritz Todt, Robert Ley, e Julius Streicher). La scena si dissolve su una sequenza di immagini delle bandiere del Reichsarbeitsdienst (RAD) - il servizio di lavoro del Reich - che sventolano all'aria: è la presentazione degli uomini di questo servizio e dei loro addestramenti pseudo-militari. 
A questo punto Hitler fa il suo primo discorso sui meriti del RAD e li elogia per il loro lavoro sulla ricostruzione della Germania. Il giorno finisce sotto le luci della parata militare delle SA.

#### Terzo giorno

Gioventù hitleriana in una scena del film

È la volta del raduno della Gioventù hitleriana sulla piazza d'armi, sottofondo “Rienzi” di Wagner. La telecamera inquadra i profili dei giovani, biondi, "ariani"; poi l'arrivo delle autorità naziste e la presentazione di Hitler del Gauleiter Baldur von Schirach. Hitler, rivolgendosi ai giovani, con militarismo, spiega come rendersi insensibili e prepararsi al sacrificio.
Tutti i presenti si riuniscono, compresa la cavalleria della Wehrmacht e diversi mezzi armati. Nella stessa notte Hitler fa un altro discorso agli ufficiali di basso rango del partito alla luce delle fiaccole, commemorando il primo anno del nazismo al potere e dichiarando che Partito e Stato sono un'unica entità.

#### Quarto giorno
Può essere considerato l'apoteosi del film: vengono presentate la maggior parte di immagini memorabili; a pieno schermo l'aquila e la svastica sovrastano l'arena, senza sonoro. La scena si dissolve e mentre il sonoro riproduce “Il crepuscolo degli dei” di Richard Wagner, la camera si posa su un'eterna fiamma commemorativa e poi, Hitler, affiancato da Heinrich Himmler e Viktor Lutze, cammina per un lungo tratto tra le truppe schierate delle SA e SS di circa 150.000 uomini, deponendo una corona in memoria dei caduti della prima guerra mondiale.
Poi Hitler passa in rassegna le truppe, tenendo un discorso sull'epurazione nazista compiuta nella Notte dei lunghi coltelli di qualche mese prima. Lutze riafferma la fedeltà delle SA al regime e Hitler assolve le SA da ogni crimine commesso da Ernst Röhm. Vengono consacrate le bandiere dei nuovi reparti delle SA toccandole con il Blutfahne, lo «stendardo del sangue», macchiato dal sangue dei «martiri» nazionalsocialisti caduti durante il fallito putsch della birreria di Monaco.

Al termine della parata di fronte alla Frauenkirche di Norimberga, Hitler tiene il suo discorso di chiusura: riafferma il primato del Partito nazista in Germania dichiarando 
 Il film si chiude con una sequenza incalzante: a pieno schermo le acclamazioni per Hitler, una chiusura d'angolo su Hess, che attarda il discorso per lasciare spazio agli applausi, e torna da Hitler; chiusura d'angolo su Hitler che risaluta la folla. Hess saluta e ringrazia i partecipanti al congresso con il classico "Sieg Heil". 
Le scene si dissolvono sulla parata militare con sottofondo Horst Wessel Lied.

## Le origini
Egli voleva un film che presentasse il congresso anche agli occhi di non esperti, selezionando quello che più artisticamente era soddisfacente. Io supposi che intendesse dire in termini di spettacolo. Hitler cercava un film che potesse colpire e impressionare anche chi non fosse interessato alla politica.»
(Leni Riefenstahl)
La Riefenstahl era una popolare attrice tedesca e diresse il suo primo film Das Blaue Licht nel 1932. Nello stesso periodo ascoltò per la prima volta un discorso di Hitler ad un raduno nazista, per sua stessa ammissione ne rimase impressionata. Più tardi iniziò tra i due una corrispondenza che si protrasse per anni. Hitler, d'altro canto, era rimasto altresì impressionato dal film e nel 1933 la chiamò per dirigere una produzione sul congresso politico a Norimberga. Il nazismo era arrivato da poco al potere in un periodo politico instabile, (Hitler era il quarto cancelliere di Germania nel giro di un anno) ed era sconosciuto alla maggior parte dei tedeschi, per non dire del mondo.
La Riefenstahl, inizialmente riluttante (non per una questione morale, ma perché avrebbe preferito continuare nei lungometraggi) accettò nel 1933 a girare un film sul quinto raduno del partito a Norimberga, film intitolato Der Sieg des Glaubens. Il film ebbe numerosi problemi tecnici, come la mancanza di preparazione della giovane regista (che lamentò solo cinque giorni di montaggio) e un malessere di Hitler a inizio riprese. A peggiorare le cose, Riefenstahl discusse con numerosi ufficiali, in particolare con Joseph Goebbels che provò a farsi pubblicare la pellicola dal Ministero per la propaganda di cui era a capo. Quando sembrò fosse tutto a posto, il film risultò poi scomodo alle SA, provocando serio imbarazzo dato che il leader Ernst Röhm, che aveva un ruolo prominente nel film, era stato ucciso nella Notte dei lunghi coltelli.
Nel 1934 la regista, non volendo più ripetere il fiasco di Sieg, seguì inizialmente il direttore Walter Ruttmann, i cui film avevano seguito la crescita del partito nazista dal 1923 al 1934 e avevano contribuito alla propaganda, ma Hitler richiamò Riefenstahl, che accettò dopo che lo stesso Führer le garantì il suo supporto personale e le promise che le organizzazioni naziste, specialmente il Ministero per la propaganda, non avrebbero interferito.

## Produzione
Al contrario di Der Sieg des Glaubens, Riefenstahl affrontò la produzione del nuovo film con un largo budget, abbondanti preparativi e aiuti vitali dagli alti ranghi nazisti, come lo stesso Goebbels e Albert Speer, l'architetto personale di Hitler incaricato alla scenografia e coordinatore dell'evento.

Come osservò Susan Sontag: 
 Riefenstahl usò la troupe nelle riprese, idea stravagante per i canoni di allora, composta da 172 persone suddivisi in 10 staff tecnici, 36 direttori di fotografia e assistenti, nove fotografi aerei, 17 uomini cinegiornalistici, 12 troupe di cinegiornali, 17 uomini addetti alle luci, due fotografi, 26 autisti, 37 uomini per la sicurezza, quattro operai, e due assistenti d'ufficio. Molti dei suoi cameramen indossavano l'uniforme delle SA per essere confusi tra la folla.
Furono utilizzate tecniche innovative come piattaforme mobili, un elevatore al di sopra del podio, l'uso del teleobiettivo per distorcere la prospettiva; per catturare altre prospettive fece scavare buche sotto i podi utilizzati nella conferenza, utilizzò carrelli per muovere le camere, piazzò fotografi su aerei e dirigibili.
Diverse sono le inquadrature fatte alla folla mentre guarda e ascolta Hitler, il cui volto viene ripreso dal basso per farlo apparire eroico. Oltre al prologo, Riefenstahl non ha usato alcun commento editoriale nel film, preferendo operare lei stessa con tagli, montaggi e musica e lavorando sul suono in presa diretta. La colonna sonora, in ambito wagneriano (molte musiche furono prese direttamente dalle opere di Wagner), rendeva l'atmosfera profonda ed esuberante, con una pomposità che s'innalzava ogni qualvolta Hitler stava per pronunciare un discorso.
Il The New York Times pubblicò che ci sarebbero voluti almeno due anni per montare la versione finale su una pellicola di 250 miglia; ma in realtà non fu così poiché trascorsero solo 200 giorni dal congresso di settembre al 1º marzo 1935, quando il film uscì, e la regista dovette concentrare 61 ore di girato in una pellicola di 2 ore.

## Temi
(Prof.Robert Wistrich)

### Religione
(William Shirer)
La religione è il tema prevalente nel film che, già nelle scene iniziali, dà l'idea di un occhio divino che scende dal cielo per posarsi sulle doppie guglie della cattedrale. Diverse sono le scene in cui le campane suonano e gli individui si muovono in uno stato di fervore semi-religioso, come quello del vescovo del Reich Ludwig Müller, nei suoi paramenti liturgici accanto agli alti ranghi nazisti.
È probabile che non sia una coincidenza il fatto che la parata finisca davanti alla cattedrale di Nostra Signora. Nel discorso finale del film, Hitler paragona il partito nazista a un Ordine sacro e avviene la consacrazione delle nuove bandiere con toni strettamente religiosi. Hitler stesso è il ritratto di un uomo con il “complesso di dio”, fin dalle scene iniziali quando plana tra le nuvole, al viaggio verso Norimberga dove anche un gatto si ferma a osservarlo, alle diverse scene dove dal suo podio impartisce un comando a centinaia di migliaia di seguaci e il pubblico aderisce all'unisono.
Frank Tomasulo commenta che nel film “Hitler è lo stampo di un messia tedesco che salverà la nazione, se solo il cittadino rimetterà il suo destino nelle sue mani”

### Potere
(Hitler)
Dalla fine della prima guerra mondiale, la Germania si era disabituata allo sfoggio di potere e della forza militare, e le ingenti formazioni di uomini volevano ricordare che la nazione si stava trasformando nuovamente in una grande potenza.
Sebbene nel film gli uomini trasportassero delle pale, le maneggiavano come se fossero stati fucili. Le aquile e le svastiche avevano un chiaro riferimento all'antica legione romana..
Il grande numero di membri ben addestrati del partito poteva essere visto sotto una luce più inquietante, come un monito al cambiamento di regime.
L'arrivo di Hitler in aereo sarebbe stato visto in questo contesto: secondo Kenneth Poferl “Volare in aereo era un lusso solo per pochi nelli anni trenta, ma Hitler fu comunemente associato a questa pratica perché fu il primo uomo politico ad usarlo nella campagna elettorale. La vittoria rinforzò quest'immagine e fu considerato "l'uomo al vertice del movimento", mostrandolo come il solo che arriva in aereo e viene acclamato dalla folla.

### Unità
Il trionfo della volontà ha diverse scene che confondono la distinzione tra il partito nazista, lo Stato della Germania e il popolo tedesco: i tedeschi portano abiti contadini o altri costumi tradizionali acclamando Hitler.
La processione rischiarata dalla torce, ora associata da molti al nazismo, avrebbe voluto ricordare la celebrazione medievale del carnevale.
La vecchia bandiera dell'Impero tedesco è stata rappresentata per lungo tempo dalla svastica e c'è la cerimonia dove Hitler rende omaggio ai caduti della prima guerra mondiale e anche al presidente Paul von Hindenburg (morto un mese prima del raduno). Gli uomini del Labor Service individualmente gridano il proprio paese di origine, volendo ricordare che il partito nazista si è esteso dalla Baviera per diventare un movimento che riguarda tutta la Germania.

## Reazioni
Il film fu proiettato per la prima volta il 28 marzo 1935 a Berlino presso il teatro UFA e fu un successo. Nel giro di due mesi incassò 815 000 marchi tedeschi e fu considerato uno dei più profittevoli film di quell'anno. Hitler commemorò il film come “un'incomparabile glorificazione del potere e della bellezza del nostro movimento”.
Per i suoi effetti scenografici, la Riefenstahl fu premiata con il “Deutscher Filmpreise”, premio tedesco per il film, una medaglia d'oro alla biennale di Venezia e nel 1937 il Gran Premio a Parigi all'esposizione universale. Tuttavia, c'è stata qualche rivendicazione che il film apportasse un eccessivo influsso di conversione al fascismo e i nazisti, apparentemente, non hanno spinto molto la proiezione del film al di fuori della Germania.
Durante la seconda guerra mondiale, Frank Capra rispose con Why we fight, una serie di cinegiornali commissionati dal governo degli Stati Uniti nei quali, grazie ad un rimontaggio, la pellicola tedesca veniva riconstestualizzata in modo da promuovere la causa degli Alleati. Lo stesso Capra disse che nel Trionfo della volontà “non venivano lanciate bombe, ma come un'arma psicologica mirava ad annientare la volontà di resistere, come un'arma letale”. Una clip del film fu usata sempre dagli Alleati riproducendola comicamente sulle note inglesi The Lambeth Walk dove i soldati salutano Hitler a tempo di musica.

Nel cortometraggio di Thomas Dylan e Alan Osbiston del 1943 These are the men, lo stesso Dylan è la voce che commenta la responsabilità nazista sulle atrocità della guerra in Europa. Uno dei migliori aspetti per misurare le reazioni a Triumph fu l'immediata e prolungata fama internazionale di Riefenstahl. Il settimanale The Economist scrisse 
Degli otto film che diresse, solo due ebbero successo al di fuori della Germania, i riconoscimenti che ebbe nel corso della sua vita furono per il Trionfo della volontà; ma quest'associazione le creò non pochi problemi: dopo la guerra fu imprigionata dagli Alleati per 4 anni perché ritenuta simpatizzante nazista e fu inserita nelle "liste nere" dell'industria dei film. Quando morì nel 2003, 68 anni dopo la prima del film e dopo aver compiuto 101 anni, ricevette molteplici commiati e ampio spazio nelle più grandi testate giornalistiche (Associated Press, The Wall Street Journal, New York Times e The Guardian).

## Controversie
Come il film La nascita di una nazione (The Birth of a Nation) del regista statunitense David Wark Griffith, Triumph des Willens fu criticato perché aveva il preciso scopo di promuovere l'ideologia politica nazista. Per questo motivo nel dopoguerra, in Germania questo film fu classificato come propaganda nazionalsocialista e sottoposto alle leggi di “denazificazione”, di risanamento anti-naziste, ma poteva essere rappresentato in contesti educativi.
In sua difesa, la Riefenstahl dichiarò che ignorava la politica del nazismo quando produsse il film e non conosceva le idee genocide di Hitler; disse inoltre che il film non conteneva una sola parola anti-semita. Il critico cinematografico Roger Ebert osservò che “la vera assenza di anti semitismo è calcolata; escludendo il motivo centrale di tutti i discorsi pubblici di Hitler, era deciso che il film dovesse essere un'efficiente propaganda politica”.
Da un'analisi dei vari capitoli emergono le differenze fra le modalità visive utilizzate e la funzione che ciascuna di esse riveste nel quadro della organizzazione liturgica generale. L'ordine di successione delle diverse parti non corrisponde a quello dello svolgimento reale. Le variazioni sono numerosissime e significative. Il “calendario” appare completamente riformulato. D'altra parte tale alterazione era stata ammessa apertamente in Hitler den Kulissen des Reichsparteitagfilm: «Non tutto deve apparire sullo schermo in ordine cronologico. I principi di costruzione esigono che istintivamente, a partire dagli avvenimenti reali di Norimberga venga fissato un criterio omogeneo per la costruzione del film in maniera da trascinare impetuosamente l'ascoltatore e lo spettatore di capitolo in capitolo, di impressione in impressione» (p. 28).
In un'altra occasione, nel dopoguerra, la regista è tornata, con grande precisione, su queste modalità di passaggio "di capitolo in capitolo, di impressione in impressione": «Volevo portare alcuni elementi in primo piano e lasciarne altri sullo sfondo. Se le cose si trovano allo stesso livello (perché non si è saputa istituire una gerarchia o una cronologia delle forme) allora il film è fallito. Bisogna che ci sia movimento. Movimenti controllati e successivi di valorizzazione e ripiegamento, sia nell'architettura propria delle cose che in quella del film. Bisogna anche che l'insieme sia indirizzato esattamente verso il punto in cui devono realizzarsi i momenti forti». E ancora: «È un po' come con le fondamenta di una casa. Per prima cosa c'è il progetto (…) il resto è melodia. Ci sono le valli, ci sono i picchi. C'è quello che deve infossarsi, c'è quello che deve librarsi in aria». Pensando a Triumph des Willens si può ricostruire minuziosamente il diagramma di applicazione di questo principio “dinamico”, di questo alternarsi di momenti “forti” e momenti “deboli”: si inizia con il “picco” dell'arrivo in aereo; segue la “valle” del risveglio di Norimberga. Tale forma “compositiva” risulta perfettamente adeguata al progetto di costruzione di una forma liturgica mediante le possibilità originali e specifiche del cinema.
La Riefenstahl si difese più volte all'accusa di avere pubblicizzato il nazismo, con il fatto che nel film le immagini fossero al di sopra delle idee politiche, e che lo stesso andasse visto come Gesamtkunstwerk un'“opera d'arte completa”. Nel 1964 ritornò su questo argomento dicendo:
"Se si riguarda il film oggi, si vede che non ci sono scene ricostruite, ogni cosa è vera. E non contiene commenti tendenziosi. È storia. Un semplice film storico, un film-verità. Rappresenta la realtà storica del 1934; è quindi un documentario, non un film propagandistico. Oh! Io conosco bene cosa sia la propaganda. Consiste nel ricreare eventi seguendo una tesi, o, di fronte ad alcuni eventi, lasciare che uno venga accentuato più degli altri. Mi sono ritrovata nel cuore di un evento che era la realtà di quel momento e di quel posto. Il mio film è una riproduzione di tutto ciò.."
Tuttavia la Riefenstahl partecipava attivamente ai raduni, sebbene negli anni successivi minimizzò dicendo ” Osservavo solamente e cercavo conferme del film. L'idea che io abbia partecipato al programma è puramente assurda.“Secondo Susan Sontag invece, il congresso venne in parte “costruito” per il film, infatti parte di pellicola si rovinò e i discorsi di Frank e Hess furono ripresi alcune settimane dopo su una tribuna ricostruita dallo scenografo Albert Speer. Il critico Roy Frumkes cita il film come “l'antitesi di un lavoro obiettivo” per le particolari sistemazioni che ricevette la Riefenstahl (una scena mostrava riflettori aerei requisisti dalla Luftwaffe) e perché il film “fu alterato praticamente in ogni scena dagli effetti speciali per cui non può essere considerato un documentario”.
Ebert esprime il suo disaccordo: “il film può essere considerato come uno dei migliori documentari, ma riflette le ideologie di un movimento visto dai più come malefico”, una questione tra arte e moralità: avrebbe dovuto essere visto come pura arte o faceva dell'arte una dichiarazione politica?”
Susan Sontag considerò il film uno dei migliori documentari di tutti i tempi.
Il saggio di David Ellwood Il cinema come Storia: visioni del ventesimo secolo (pubblicata da International Association for Media and History) comprende un'antologia di Brian Winston è una larga critica sulle analisi di Sontag: «Qualsiasi regista avrebbe potuto fare un film impressionante perché la "messa in scena" dei nazisti fu impressionante, soprattutto quando fu data loro la possibilità di allestirlo davanti a una macchina da presa».
Nicholas Reeves ha scritto un libro a proposito The Power of Film Propaganda dove accetta la definizione proposta da Terence Qualter: la propaganda è il tentativo intenzionale di pochi di influenzare gli atteggiamenti ed il comportamento di molti, tramite la manipolazione di una comunicazione simbolica." Reeves precisa due cose: la verità o la falsità del messaggio non è cosa che possa rendere propaganda; è invece la qualità di definizione e come il messaggio viene percepito. In secondo luogo, la propaganda, come definizione, è intenzionale. È perfettamente possibile influenzare tantissime persone senza intendere fare così, ma tali risultati non possono essere considerati correttamente come propaganda.

### Obiezioni della Wehrmacht
La prima controversia sul film sorse ancor prima del suo lancio: diversi generali della Wehrmacht protestarono per la presenza minima dell'esercito nel film.
Solo una scena, la rassegna della cavalleria tedesca, avrebbe richiesto in realtà l'impiego dei militari tedeschi. Le altre formazioni non erano militari. Hitler, per placare gli ego, propose un suo personale compromesso: la macchina da presa lentamente avrebbe scovato tra le file tutti i generali. Secondo la testimonianza di Riefenstahl, lei rifiutò di fare queste riprese e insisté di mantenere un controllo artistico sul film, accettando di tornare alle riprese esclusivamente in assenza della Wehrmacht, con la quale iniziò poi Tag der Freiheit, il documentario sul settimo raduno.

## Influenze nella cultura

### Cinema
La satira di Charlie Chaplin Il grande dittatore (1940) si ispirò in larga parte a Il trionfo della volontà che Chaplin visionò durante le riprese del suo film. Frank Capra utilizzò alcune scene tratte dal film, con un commento beffardo atto a ridicolizzare il nazismo, nel primo film propagandistico della serie Why We Fight ("Perché combattiamo") prodotta dall'esercito degli Stati Uniti durante la seconda guerra mondiale. Il film è stato oggetto di studio da parte di registi contemporanei, inclusi Peter Jackson, George Lucas e Ridley Scott. La sequenza iniziale di Starship Troopers è un diretto riferimento al film della Riefenstahl.